# سرو پاتاگونیا
سرو پاتاگونیا (نام علمی: Fitzroya cupressoides) نام یک گونه از خانواده سرویان است.